# Tōrō nagashi
Tōrō nagashi (灯籠流し) É uma cerimônia tradicional japonesa na qual os participantes flutuam lanternas de papel ao longo de um rio. "Tōrō" é tradicionalmente outra palavra para "lanterna", enquanto "nagashi" significa "cruzeiro, fluxo". Geralmente ocorre na última noite do festival O bon. É baseado na crença de que as lanternas guiam os espíritos dos que partiram para o outro mundo.
A cerimônia pode ocorrer em alguns outros dias do ano por outros motivos, como para homenagear aqueles que morreram no bombardeios de Hiroshima e Nagasaki. As lanternas brancas representam aqueles que morreram no ano anterior ao do festival. No Brasil, o  Tōrō nagashi da cidade de Registro foi pioneiro no país, e até hoje constitui-se no maior evento da colônia japonesa no sul do Estado de São Paulo. Realizado no Dia de Finados, todos os anos atrai mais de 20 mil pessoas.